# Громадський центр утилізації

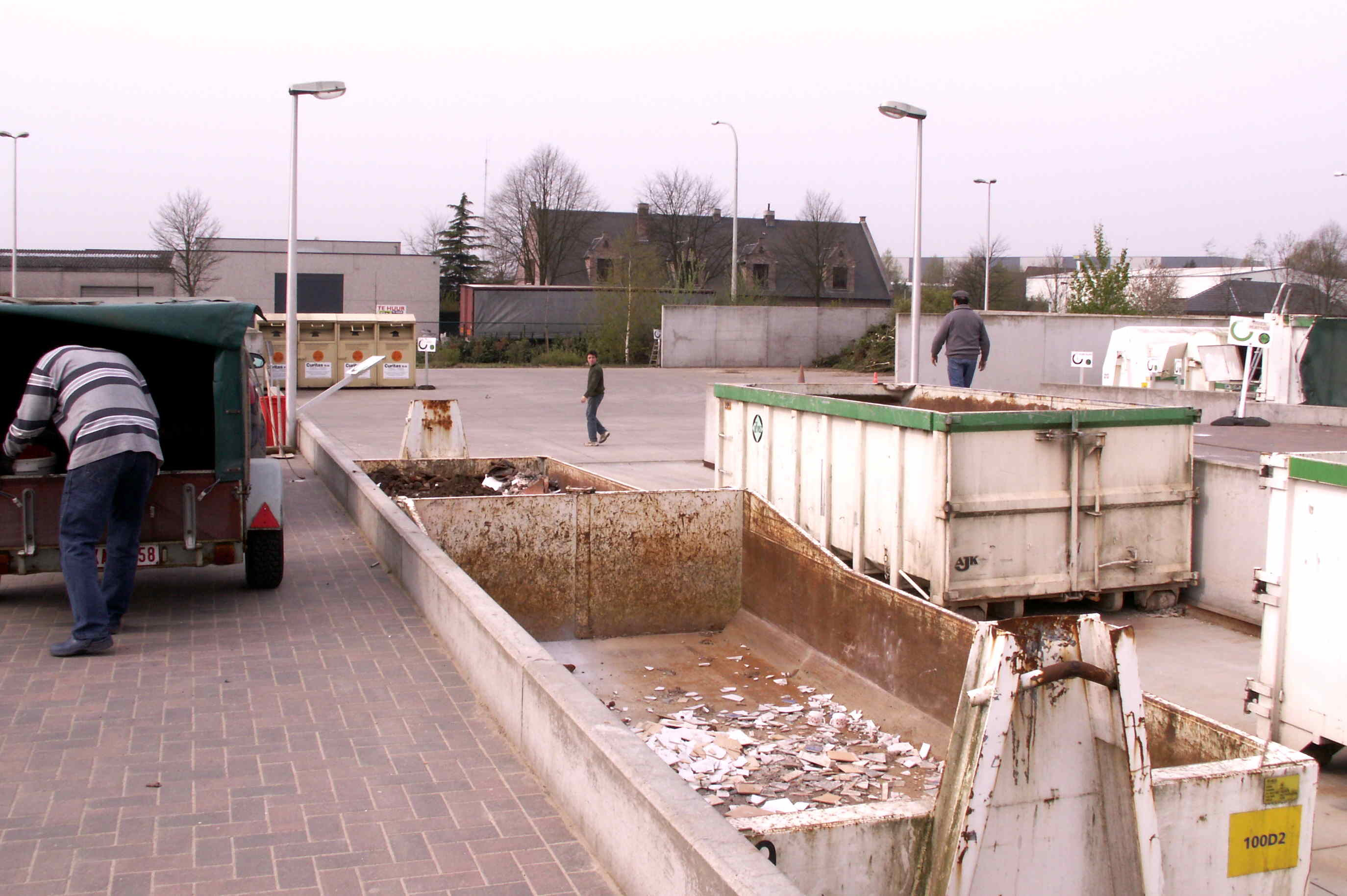

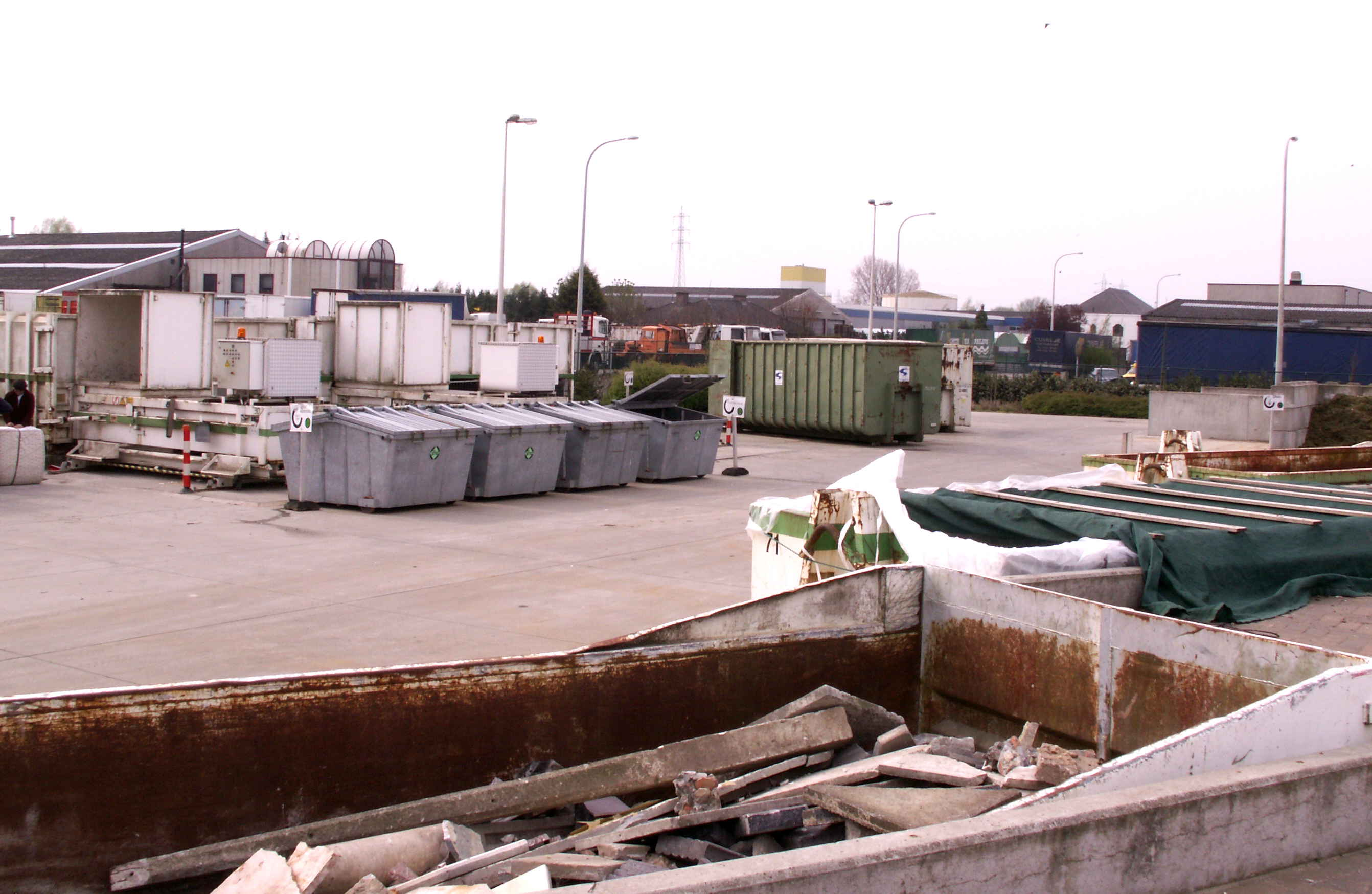

Громадський центр утилізації (англ. Civic amenity site) — підприємство, як правило комунальне, яке здійснює прийом, сортування та первинну переробку великогабаритних та спеціальних побутових відходів, які не можна викидати в загальний контейнер для сміття.
Центри утилізації приймають від приватних осіб відходи, придатні для подальшої переробки, та специфічні відходи і матеріали, які потребують спеціальної утилізації. До центрів доставляють зелені відходи, побутову техніку та електроніку, акумулятори, батарейки, ртутні термометри, люмінесцентні лампи, ліки, отрутохімікати, текстильні вироби, автомобільні шини, меблі, великогабаритні вироби з металу, скла, деревини, паперу, будівельне сміття, залишки олії, нафтопродуктів, лакофарбових матеріалів тощо.